# オーランド・マジックのチーム記録
オーランド・マジックチーム記録はNBAのオーランド・マジックのチーム記録である。
現役選手の記録も取り上げる。各部門のランク中（現役）は現在このチームに在籍していることを表す。

## 通算得点
1. 11,435　ドワイト・ハワード（現役）
2. 10,650　ニック・アンダーソン
3. 10,423　ニコラ・ブーチェビッチ（現役）
4. 8,298　トレイシー・マグレディ
5. 8,184　ジャミーア・ネルソン
6. 8,019　シャキール・オニール
7. 7,216　ヒド・ターコルー
8. 7,049　エバン・フォーニエ（現役）
9. 7,018　ペニー・ハーダウェイ
10. 6,603　デニス・スコット

## 通算リバウンド
1. 8,072　ドワイト・ハワード（現役）
2. 6,381　ニコラ・ブーチェビッチ（現役）
3. 3,691　シャキール・オニール
4. 3,667　ニック・アンダーソン
5. 3,353　ホーレス・グラント
6. 2,753　アーロン・ゴードン（現役）
7. 2,221　ヒド・ターコルー
8. 2,211　ウェンデル・カーター・ジュニア（現役）
9. 2,160　ボー・アウトロー
10. 2,067　トレイシー・マグレディ

## 通算アシスト
1. 3,501　ジャミーア・ネルソン
2. 2,776　スコット・スカイルズ
3. 2,555　ダレル・アームストロング
4. 2,343　ペニー・ハーダウェイ
5. 1,937　ニック・アンダーソン
6. 1,927　ヒド・ターコルー
7. 1,805　エルフリッド・ペイトン（現役）
8. 1,668　ニコラ・ブーチェビッチ（現役）
9. 1,533　トレイシー・マグレディ
10. 1,299　エバン・フォーニエ（現役）

## 通算ブロック(73-74シーズンから)
1. 1344　ドワイト・ハワード（現役）
2. 824　シャキール・オニール
3. 550　ニコラ・ブーチェビッチ（現役）
4. 536　ボー・アウトロー
5. 415　ホーレス・グラント
6. 364　モー・バンバ（現役）
7. 360　ジョナサン・アイザック（現役）
8. 338　ニック・アンダーソン
9. 292　トレイシー・マグレディ
10. 277　アーロン・ゴードン（現役）

## 通算スティール(73-74シーズンから)
1. 1,004　ニック・アンダーソン
2. 830　ダレル・アームストロング
3. 718　ペニー・ハーダウェイ
4. 626　ドワイト・ハワード（現役）
5. 619　ジャミーア・ネルソン
6. 537　ニコラ・ブーチェビッチ（現役）
7. 452　トレイシー・マグレディ
8. 429　デニス・スコット
9. 426　ホーレス・グラント
10. 425　ヒド・ターコルー

## 出場試合
1. 692　ニック・アンダーソン
2. 651　ジャミーア・ネルソン
3. 621　ドワイト・ハワード（現役）
4. 591　ニコラ・ブーチェビッチ（現役）
5. 513　パット・ギャリティ
6. 502　ダレル・アームストロング
7. 497　ヒド・ターコルー
8. 446　デニス・スコット
9. 435　エバン・フォーニエ（現役）
10. 428　アーロン・ゴードン（現役）

## 3ポイントシュート（NBAでは79-80より公式記録）成功
1. 981　デニス・スコット
2. 900　ニック・アンダーソン
3. 895　エバン・フォーニエ（現役）
4. 874　ジャミーア・ネルソン
5. 794　ヒド・ターコルー
6. 697　テレンス・ロス
7. 658　ラシャード・ルイス
8. 654　ダレル・アームストロング
9. 624　パット・ギャリティ
10. 549　J・J・レディック

## フリースロー成功
1. 3,366　ドワイト・ハワード（現役）
2. 1,819　トレイシー・マグレディ
3. 1,602　シャキール・オニール
4. 1,600　ニック・アンダーソン
5. 1,568　ペニー・ハーダウェイ
6. 1,402　ヒド・ターコルー
7. 1,176　スコット・スカイルズ
8. 1,156　ダレル・アームストロング
9. 1,094　エバン・フォーニエ（現役）
10. 1,092　ジャミーア・ネルソン

## 50得点以上
- 62得点　トレイシー・マグレディ
- 53得点　シャキール・オニール
- 52得点　トレイシー・マグレディ
- 51得点　トレイシー・マグレディ
- 50得点　ニック・アンダーソン
- 50得点　トレイシー・マグレディ
- 50得点　パオロ・バンケロ

## その他
- シーズン平均得点
  - 32.1　トレイシー・マグレディ
- 新人1試合平均得点
  - 23.4　シャキール・オニール
- 新人年間最多得点
  - 1,893　シャキール・オニール
- 1試合最多3ポイントシュート成功=9　デニス・スコット(他にはブライアン・ショウ）
- トリプルダブル

- 8回　エルフリッド・ペイトン
- 3回　ヒド・ターコルー、ニコラ・ブーチェビッチ
- 2回　ビクター・オラディポ、トレイシー・マグレディ、ペニー・ハーダウェイetc.

## 主なアメリカ国籍以外の選手
- ジョン・アミーチ（イギリス）
- ゴーダン・ギリチェック（クロアチア）
- ダーコ・ミリチッチ（セルビア）
- タリク・アブドゥル＝ワハド（フランス）
- ヒド・ターコルー（トルコ）
- カルロス・アローヨ（プエルトリコ）
- マルチン・ゴルタット（ポーランド）
- ニコラ・ブーチェビッチ（モンテネグロ）
- ビスマック・ビヨンボ（コンゴ民主共和国）
- モリツ・ワグナー（ドイツ）
- フランツ・ワグナー（ドイツ）
- アドミラル・スコフィールド（イギリス）
- ケイレブ・ヒュースタン（カナダ）
- ゴガ・ビターゼ（ジョージア）
- ジョー・イングルス（オーストラリア）
- トリスタン・ダ・シウバ（ドイツ）